# Murad Fatiyev
Murad Fatiyev (ur. 4 lutego 1999) – azerski judoka. Olimpijczyk z Tokio 2020, gdzie zajął dziewiąte miejsce w wadze półśredniej.
Uczestnik mistrzostw świata w 2021 i 2023. Startował w Pucharze Świata w 2019, 2022 i 2023. Brązowy medalista mistrzostw Europy w 2025; siódmy w 2020 roku. Student Bakijskiego Uniwersytetu Państwowego.

## Letnie Igrzyska Olimpijskie 2020
| Konkurencja | Eliminacje                  | Eliminacje            | Klas. końcowa |
| Konkurencja | Przeciwnik I                | Przeciwnik II         | Miejsce       |
| ----------- | --------------------------- | --------------------- | ------------- |
| 81 kg       | Frederick Harris (SLE) Z-wo | Sa’id Mollaji (MGL) P | 9.            |